# Synanthedon flavipalpis
Synanthedon flavipalpis là một loài bướm đêm thuộc họ Sesiidae. Nó được biết đến ở Malawi, Nam Phi và Zambia.